# Littenseradiel
Littenseradiel (in olandese Littenseradeel ) è una ex-municipalità dei Paesi Bassi di 10 921 abitanti situata nella provincia della Frisia.
Soppressa il 1º gennaio 2018, parte del suo territorio, assieme a quello delle ex-municipalità di Franekeradeel, Menameradiel e Het Bildt è andato a formare la nuova municipalità di Waadhoeke e parte è stato incorporato nel territorio della municipalità di Súdwest-Fryslân.